# Донг Нај
Донг Нај (виј. Đồng Nai) је једна од 58 покрајина Вијетнама. Налази се у региону Југоисток. Заузима површину од 5.903,9 km². Према попису становништва из 2009. у покрајини је живело 2.486.154 становника. Главни град је Бијен Хоа.